# Gameleiras
Gameleiras – miasto i gmina w Brazylii, w stanie Minas Gerais.